# Бионди (Фиренца)
Бионди је насеље у Италији у округу Фиренца, региону Тоскана.
Према процени из 2011. у насељу је живело 289 становника. Насеље се налази на надморској висини од 19 м.